# Corso accelerato sull'amore
Corso accelerato sull'amore (일타 스캔들?, Ilta seukaendeulLR; lett. "Scandalo in un solo atto") è una serie televisiva sudcoreana trasmessa su tvN dal 14 gennaio 2023. In lingua italiana è stata resa disponibile sottotitolato su Netflix.

## Personaggi

### Principali
- Nam Haeng-seon, interpretata da Jeon Do-yeon
- Choi Chi-yeol, interpretato da Jung Kyung-ho